# Arthur Duarte Candal da Fonseca
Arthur Duarte Candal da Fonseca (Porto Alegre, 5 de abril de 1909 – Rio de Janeiro, 31 de março de 2007) foi um general brasileiro.
Foi presidente da Petrobras de 27 de março de 1967 a 24 de março de 1969.
Comandou o IV Exército, em Recife, de 23 de setembro de 1969 a 5 de junho de 1971.
Exerceu o cargo de Ministro Chefe do Estado-Maior das Forças Armadas entre 2 de maio de 1972 e 2 de janeiro de 1974, durante o Governo Emílio Garrastazu Médici.